# La Capelette
La Capelette ist ein Viertel (frz. Quartier) im 10. Arrondissement (Stadtbezirk) der südfranzösischen Stadt Marseille im Département Bouches-du-Rhône. 

## Geschichte
Der Name des Viertels geht zurück auf eine kleine Kapelle, die im 12. Jahrhundert errichtet worden war („capelette“ bedeutet „petite chapelle“, also „kleine Kapelle“) und sich am Boulevard Fernand Bonnefoy, nahe dem Zusammentreffen mit der Avenue de la Capelette, befand. Infolge der Französischen Revolution wurde die Kapelle am 24. Dezember 1791 geschlossen, aber zu Beginn des 19. Jahrhunderts wieder eröffnet. Nachdem die Kapelle 2005 durch einen Brand schwer beschädigt worden war, erfolgte 2014 der Abriss. Auf der gegenüberliegenden Straßenseite befindet sich (unter Nummer 12 des Boulevard Bonnefoy) die Eissporthalle Palais Omnisports Marseille Grand-Est.
Das Viertel im Südosten der Hafenstadt Marseille entwickelte sich zu Beginn des 19. Jahrhunderts, als Sümpfe trockengelegt und der Boden kultiviert wurde. Die bald einsetzende Industrialisierung und die Eisenbahn gaben der Gegend einen entscheidenden Entwicklungsschub. 
In den 1920er Jahren ließen sich viele italienische Familien, besonders aus Norditalien, in La Capelette nieder, das sich dadurch den Ruf eines „Italienerviertels“ erwarb.
Durch die in den 1960er und 1970er Jahren errichteten Brücken und Autobahnen wurde das Viertel durchschnitten.
2012/13 befand sich hier das Roma-Lager La Capelette.